# Урунг-Хая-Арита
Урю́нг-Хая́-Арита́ (рос. Урюнг-Хая-Арыта) — невеликий річковий острів на річці Анабар. Територіально відноситься до Якутії, Росія.
Розташований в нижній течії річки ближче до правого берега, біля села Урюнг-Хая. Острів має видовжену форму, витягнутий із північного заходу на південний схід. Острів рівниннийпівденні та північно-східні береги стрімкі. Вкритий болотами, має 10 невеликих озер.
| Росія | Це незавершена стаття з географії Росії. Ви можете допомогти проєкту, виправивши або дописавши її. |